# Femtosekundový laser
Femtosekundový laser neboli femtolaser patří mezi tzv. pevnolátkové lasery. Pracuje s ultrakrátkými optickými impulsy v oblasti vlnových délek 1100 – 1600 nm. Název „femtosekundový laser“ je odvozen od předpony „femto“, tedy 10−15, což vyjadřuje přibližnou délku trvání jednoho pulsu femtosekundových laserů. Energie takto extrémně krátkých pulsů je soustředěna do velmi malého prostoru, což vede k vysoké energetické hustotě, jejímž výsledkem je vznik elektronového plazmatu a vypaření tkáně.
Využívá se v přírodovědném i lékařském výzkumu (destrukce jednotlivých organel uvnitř buněk), v medicíně a průmyslu. V medicíně se používá především v očním lékařství, a to při operaci dioptrických vad, při vytváření kanálků pro rohovkové implantáty, tzv. rohovkové ringy ICRS a při transplantaci rohovky. V počátcích je použití při operaci šedého zákalu a presbyopie.

## Použití v očním lékařství
Femtosekundové lasery se v oční lékařství používají při operacích refrakčních vad, na rohovce a k operacím čočky, především šedého zákalu. Výhoda laseru je ve velké přesnosti. Pro řezání rohovky se také používají takzvané mikrokeratomy pracující na principu vibrující žiletky, a jsou postupně nahrazovány laserem.
Řezání laserem probíhá na principu fotodisrupce. Laserový paprsek je zaostřen do jednoho bodu, kde dojde ke koncentraci energie a tkáň rohovky se okamžitě změní na plyn (doslova se vypaří). Tím vznikají drobné bublinky, které dále pomáhají v procesu oddělení tkáně. Nejlepší femtosekundové lasery dnes dokáží vytvořit bod o průměru pouhých 2 mikronů.
Důležitým parametrem laseru je frekvence, s jakou je laser schopen generovat laserové pulzy. Větší frekvence pulzů s nižší energií cílených s velkou přesností vede k možnosti překrývání jednotlivých bodů a tím eliminaci tzv. tkáňových můstků, které snižují kvalitu laserového řezu. Proto zhruba platí, že čím je frekvence laseru vyšší, tím je přístroj technicky pokročilejší.

### Aplikace
- LASIK – Metoda laserové korekce dioptrií. Pomocí laseru se vytvoří tenká lamela (flap), která se odklopí a následně se pomocí excimerového laseru provede úprava zakřivení rohovky čím dojde ke "korekci dioptrií".
- RELEX - Metoda bezlamelové laserové korekce dioptrií. Ke korekci dochází vytvořením tzv. lentikuly v hloubce rohovky. Ta je následně vyjmuta krátkým (asi 2 mm velkým) řezem. Lentikula i řez je vytvářena laserem, vyjmutí provádí operatér pinzetou.
- Rohovkové tunely – u pacientů se keratokonusem se používají rohovkové segmenty, takzvané ringy, které se vkládají do rohovkových tunelů aby rohovku oploštily a tím snížily nepravidelnost zakřivení.
- Rohovkové kapsy – některé speciální implantáty se umísťují do rohovkové kapsy – například mikročočka pro korekci vetchozrakosti. Dalšími méně častými aplikacemi jsou umělá rohovka KeraKlear, nebo kroužek myoring pro oploštění rohovky při silném astigmatismu nebo keratokonu.
- Keratoplastika – femtosekundové lasery se používají pro keratoplastiku, kde snižují čas hojení a vytvářejí přesnější implantát. Nejšetrnější technikou je lamelární keratoplastika (DSAEK, DMEK), kde se nahrazuje jen část (lamela) rohovky. Femtolaser vytváří rohovkový terč jak z dárcovské tkáně a i z tkáně příjemce.
- Operace šedého zákalu – laser zde nahrazuje skalpel a vytváří na okraji rohovky řezy pro nitrooční část operace a v případě potřeby také nářezy, které korigují astigmatismus. V oku pak laser provádí otevření čočky – tzv. cirkulární kapsulotomie a rozčlenění čočky na části – tzv. fragmentace čočky.
- Korekce refrakčních vad
- Korekce astigmatismu – laser zde nahrazuje diamantový skalpel a v rohovce vytváří nářezy, které korigují její nepravidelné zakřivení. Přesnost je lepší než u nářezů prováděných rukou chirurga.